# Гутаковские
Гутаковские, Гуттаковские (пол. Gutag, Gutakowscy) — польский и российский дворянский и графский род, герба того же имени. Происходят из Германии, где предки их назывались «фон Гуттаг»; прибыли в Ливонию из Швабии в XIII веке. Род переселился из Ливонии в Польшу в начале XVII века.
Одна его ветвь происходит от Фабиана Гутаковского, владевшего поместьями в 1630 году. Правнук его Людвиг (1738—1811) был последним подкоморием Великого княжества Литовского, а в наполеоновскую эпоху — председателем Совета министров и Сената Герцогства Варшавского. Людвиг Гутаковский в документах за подписью Александра I именовался графом, в связи с чем за его сыном Вацлавом в Царстве Польском было признано графское достоинство. В конце XIX века ветвь в Польше угасла. 
Другая ветвь происходит от Адама Гутаковского, подчашего трокского (умер в 1681 году) и внесена в VI часть родословной книги Витебской губернии.

## Описание герба
В красном (согласно польской вики — голубом) поле, на ребре подковы, три страусовые пера, между двух золотых звёзд; в середине подковы золотая же звезда. В навершии шлема три страусовые пера.
Герб Гутаг (употребляют: Гутаковские, Гуттаковские) внесен в Часть 2 Гербовника дворянских родов Царства Польского .